# Citadela sfărîmată (film)
Citadela sfărâmată este un film românesc din 1957 regizat de Marc Maurette și Haralambie Boroș. Rolurile principale au fost interpretate de actorii Marcela Rusu, György Kovács și Ion Finteșteanu. Este  o ecranizare după piesa de teatru cu același nume de Horia Lovinescu.

## Distribuție
Distribuția filmului este alcătuită din:
- Zoe Anghel Stanca — Marie Jeanne
- Niki Atanasiu — Costică
- György Kovács — Matei
- Virgil Popovici — Dan Pleșa
- Marcela Rusu — Irina
- Natașa Alexandra — Adela
- Ana Luca — Mama Emiliei
- Septimiu Sever — George Gătescu
- Petre Gheorghiu — Petru
- Ion Finteșteanu — Grigore Dragomirescu
- Maria Cupcea — Emilia
- Genoveva Preda — Ecaterina Bogdan

## Primire
Filmul a fost vizionat de 1.492.536 de spectatori în cinematografele din România, după cum atestă o situație a numărului de spectatori înregistrat de filmele românești de la data premierei și până la data de 31 decembrie 2014 alcătuită de Centrul Național al Cinematografiei.

## Producție
Filmările au avut loc în august–decembrie 1956, cele exterioare în București, cele interioare la Buftea. Cheltuieli de producție s-au ridicat la 5.395.000 lei.